# Lagoa Grande (Pernambuco)
Lagoa Grande é um município brasileiro do estado de Pernambuco. Faz parte da Região Administrativa Integrada de Desenvolvimento do Polo Petrolina e Juazeiro.

## Geografia
Localiza-se a uma latitude 08º59'49" sul e a uma longitude 40º16'19" oeste, estando a uma altitude de 345 metros.

### Limites
| Noroeste: Dormentes | Norte: Santa Cruz    | Nordeste: Santa Maria da Boa Vista |
| Oeste: Petrolina    |                      | Leste: Santa Maria da Boa Vista    |
| Sudoeste: Petrolina | Sul: Estado da Bahia | Sudeste: Santa Maria da Boa Vista  |

### Hidrografia
O município de Lagoa Grande está situado nos domínios da bacia hidrográfica do Rio do Pontal e do Grupo de Bacias de Pequenos Rios Interiores. Seus principais tributários são: o Rio São Francisco e os riachos: do Pontal, das Garças, Baixa da Craíba, Baixa da Salina, do Sombrio, Baixa do Cal, do Mel, do Urubu, Tamanduá, do Periquito, Veneza, Pensamento, do Sítio, Contenda, Santana, do Poço d’Anta, do Mundão, do Ligeiro, da Cacimba, do Ferro, dos Mocós, dos Campos, do Meio, do Cipó, da Serra Branca, do Poço da Pedra, Escadinha, da Forquilha, do Recreio, Baixa do Juazeiro, Baixa do Araticum, Baixa das Favelas, do Mulungu, Baixa Grande, Baixa do Condave, Baixa do Meio, Baixa da Represa, Baixa do Tanque, Riacho da Serra Branca, Baixa do Mulungu, Baixa do Araticum, Baixa do Fogo, da Forquilha, do Recreio, Riachuelo, Salgadinho, da Malhada Real, do Bonsucesso e do Xerife. Os principais corpos de acumulação são, as lagoas: do Pau-Ferro, da Caiçara, do Sobrado, Ferreira, da Baraúna, do Alagadiço, Rasa, do Prazer, do Pato, do Cambão, Malhada Real, do Gado Bravo e Formiga. Os açudes: Contenda, Recreio e Satisfeito, além da Barragem do Saco II. Todos os cursos d’ água no município têm regime de fluxo intermitente e o padrão de drenagem é o dendrítico.

### Clima
O clima do município é o clima semiárido, do tipo BSh. Os verões são quentes e úmidos, é neste período em que praticamente quase toda chuva do ano cai. Os invernos são mornos e secos, com a diminuição de chuvas; as mínimas podem chegar a 15 °C. As primaveras são muito quentes e secas, com temperaturas muito altas, que em que algumas ocasiões podem chegar a mais de 40 °C.
| Dados climatológicos para Lagoa Grande | Dados climatológicos para Lagoa Grande | Dados climatológicos para Lagoa Grande | Dados climatológicos para Lagoa Grande | Dados climatológicos para Lagoa Grande | Dados climatológicos para Lagoa Grande | Dados climatológicos para Lagoa Grande | Dados climatológicos para Lagoa Grande | Dados climatológicos para Lagoa Grande | Dados climatológicos para Lagoa Grande | Dados climatológicos para Lagoa Grande | Dados climatológicos para Lagoa Grande | Dados climatológicos para Lagoa Grande | Dados climatológicos para Lagoa Grande |
| Mês                                    | Jan                                    | Fev                                    | Mar                                    | Abr                                    | Mai                                    | Jun                                    | Jul                                    | Ago                                    | Set                                    | Out                                    | Nov                                    | Dez                                    | Ano                                    |
| -------------------------------------- | -------------------------------------- | -------------------------------------- | -------------------------------------- | -------------------------------------- | -------------------------------------- | -------------------------------------- | -------------------------------------- | -------------------------------------- | -------------------------------------- | -------------------------------------- | -------------------------------------- | -------------------------------------- | -------------------------------------- |
| Temperatura máxima média (°C)          | 32,5                                   | 32,8                                   | 32,1                                   | 31,3                                   | 29,8                                   | 29                                     | 28,2                                   | 29,2                                   | 31                                     | 32,8                                   | 33                                     | 32,7                                   | 31,2                                   |
| Temperatura média (°C)                 | 26,1                                   | 26,2                                   | 25,9                                   | 25,3                                   | 24,1                                   | 22,9                                   | 22,1                                   | 22,6                                   | 24                                     | 25,7                                   | 26,1                                   | 26,1                                   | 24,8                                   |
| Temperatura mínima média (°C)          | 19,8                                   | 19,6                                   | 19,7                                   | 19,4                                   | 18,4                                   | 16,8                                   | 16                                     | 16                                     | 17,1                                   | 18,6                                   | 19,3                                   | 19,6                                   | 18,4                                   |
| Precipitação (mm)                      | 83                                     | 87                                     | 140                                    | 85                                     | 26                                     | 12                                     | 7                                      | 2                                      | 4                                      | 21                                     | 44                                     | 74                                     | 585                                    |
| Fonte: Climate Data.                   |                                        |                                        |                                        |                                        |                                        |                                        |                                        |                                        |                                        |                                        |                                        |                                        |                                        |

### Relevo
O município de Lagoa Grande está situado na unidade geoambiental da Depressão Sertaneja, que predomina a imagem típica do sertão nordestino, superfície de pediplanação muito monótona, relevo predominantemente suave-ondulado, cortada por vales estreitos, com vertentes dissecadas. Elevações residuais, cristas e/ou outeiros pontuam a linha do horizonte.

### Solo
Em relação aos solos, nos Patamares Compridos e Baixas Vertentes do relevo suave ondulado ocorrem os Planossolos, maldrenados, fertilidade natural m édia problemas de sais; Topos e Altas Vertentes, os solos Brunos não Cálcicos, rasos e fertilidade natural alta; Topos e Altas Vertentes do relevo ondulado ocorrem os Podzólicos, drenados e fertilidade natural média e as Elevações Residuais com os solos Litólicos, rasos, pedregosos e fertilidade natural média.

### Geologia
O município de Lagoa Grande é constituído superfície de pediplanação bastante monótona, relevo predominantemente suave-ondulado, cortada por vales estreitos, com vertentes dissecadas. Elevações residuais, cristas e/ou outeiros pontuam a linha do horizonte.

## Demografia
Segundo estimativa de 2013 do IBGE, Lagoa Grande possui uma população de 5.918 habitantes, distribuídos numa área de 1.848,895 km², tendo assim, uma densidade demográfica de 42,76 hab/km².

### Subdivisões

#### Distritos
- Lagoa Grande (sede)[6]

#### Bairros e povoados
Bairros
- Centro
- Agrovila
- Chafariz
- Estátua
- DER
- Morada Nova
- Alto Grande
- Nova Lagoa Grande
- Vasco
- Cristo Rei

Povoados
- Jutaí
- Vermelhos [6]

## Economia
Segundo dados sobre o produto interno bruto dos municípios, divulgado pelo IBGE referente ao ano de 2011, a soma das riquezas produzidos no município é de 28.097 milhões de reais (183° maior do estado). Sendo o setor primário é o mais mais representativo na economia lagoa-grandense. Já os setores industrial e de serviços representam 16.226 milhões. O PIB per capita do município está entre os menores da sua região, com 4.852,48 mil reais.

## Estrutura

### Educação
A cidade conta com uma unidade de escola estadual com ensino integral e mais três públicas e uma privada. São elas (as públicas):

### Saúde
A cidade conta com 9 estabelecimentos de saúde, sendo 7 deles públicos municipais e 2 privados.

### Transportes
O município é cortado pela BR-428 e BR-122. A população conta com o Aeroporto de Petrolina, estando a 50 km de distância.

## Turismo

### Vinícolas
Faz parte do tour pelo município a visita de cantinas e vinícolas da região, a fim de conhecer os vinhos e derivados, conhecer a história, tradição, folclore, gastronomia e, principalmente degustar e adquirir produtos diretamente do local da fabricação.